# Чемпионат Европы по спортивной гимнастике 1963 (женщины)
4-й чемпионат Европы по спортивной гимнастике среди женщин прошёл в 1963 году в Париже (Франция). В нём приняли участие 24 гимнастки из 13 стран. После отказа правительства Франции выдать въездные визы спортсменкам ГДР представительницы всех социалистических стран в знак солидарности с ними бойкотировали этот турнир.

## Медалисты
| Дисциплина                | Золото                    | Золото | Серебро                  | Серебро | Бронза                    | Бронза |
| Индивидуальное многоборье | Марьяна Билич (Югославия) | 37,232 | Сольвейг Эгман (Швеция)  | 37,131  | Ева Рюделль (Швеция)      | 36,966 |
| Опорный прыжок            | Сольвейг Эгман (Швеция)   | 19,032 | Теа Белмер (Нидерланды)  | 18,799  | Янни Вирстра (Нидерланды) | 18,732 |
| Упражнения на брусьях     | Теа Белмер (Нидерланды)   | 18,766 | Тереза Кочиш (Югославия) | 18,733  | Сольвейг Эгман (Швеция)   | 18,566 |
| Упражнения на бревне      | Ева Рюделль (Швеция)      | 19,033 | Тереза Кочиш (Югославия) | 18,500  | Марьяна Билич (Югославия) | 18,400 |
| Вольные упражнения        | Марьяна Билич (Югославия) | 18,932 | Сольвейг Эгман (Швеция)  | 18,899  | Тереза Кочиш (Югославия)  | 18,766 |

## Командный зачёт
| Место | Страна     | Золото | Серебро | Бронза | Всего |
| ----- | ---------- | ------ | ------- | ------ | ----- |
| 1     | Швеция     | 2      | 2       | 2      | 6     |
| 1     | Югославия  | 2      | 2       | 2      | 6     |
| 3     | Нидерланды | 1      | 1       | 1      | 3     |
| Всего | Всего      | 5      | 5       | 5      | 15    |